# Сулук
Сулу́к (рос. Сулук) — селище у складі Верхньобуреїнського району Хабаровського краю, Росія. Адміністративний центр Сулуцького сільського поселення.

## Населення
Населення — 699 осіб (2010; 1184 у 2002).
Національний склад (станом на 2002 рік):
- росіяни — 61 %